# Claudia Black
Pour les articles homonymes, voir Black.
 (octobre 2019).
Si vous disposez d'ouvrages ou d'articles de référence ou si vous connaissez des sites web de qualité traitant du thème abordé ici, merci de compléter l'article en donnant les références utiles à sa vérifiabilité et en les liant à la section « Notes et références ».
Claudia Black est une actrice australienne née le 11 octobre 1972 à Sydney.
Elle est notamment connue pour ses rôles dans plusieurs œuvres de science-fiction, étant notamment Aeryn Sun dans la série télévisée Farscape (1999-2003) et Vala Mal Doran dans la série télévisée Stargate SG-1 (2004-2007) puis les films Stargate : L'Arche de vérité (2008) et Stargate : Continuum (2008) .
Depuis le milieu des années 2000, elle devient prolifique dans les jeux vidéo, ses rôles les plus notables étant Morrigan dans les jeux Dragon Age (2009-), Chloé Frazer dans les jeux Uncharted (2009-2017) et Samantha Byrne dans les jeux Gears of War (2011-).

## Biographie

### Carrière
De 1999 à 2003, Claudia Black tient le rôle de la Pacificatrice Aeryn Sun dans la série télévisée de science-fiction Farscape, pour laquelle elle est nommée meilleure actrice aux Saturn Awards de 2000 à 2003 et qu'elle a remporté en 2005[réf. nécessaire]. Annulée au bout de quatre saisons, la série, qui est au départ conçue pour en avoir cinq, se conclut finalement en 2004 avec la mini-série Farscape : The Peacekeeper Wars.
Parallèlement, elle apparaît en 2000 dans le film de science-fiction Pitch Black et en 2002 dans le film d'horreur La Reine des damnés.
En 2004, elle apparaît en tant qu'invitée dans le douzième épisode de la huitième saison de la série de science-fiction Stargate SG-1, dans le rôle de Vala Mal Doran. Elle revient de manière récurrente en 2005 et 2006 tout au long de la neuvième saison, avant d'intégrer la distribution principale dans la dixième et dernière saison qui se conclut en 2007. Elle reprend le personnage en 2008 dans les films Stargate : L'Arche de vérité puis Stargate : Continuum pour lequel elle a remporte le Constellation Award de la meilleure performance féminine dans un film de science-fiction, téléfilm, ou mini-Série[réf. nécessaire].
À partir du milieu des années 2000, Claudia Black est également très active dans l'animation et la scène vidéoludique
En 2007, elle incarne Helena dans le jeu de tir à la première personne Crysis.
En 2009, elle prête sa voix à la sorcière Morrigan dans le jeu Dragon Age: Origins. Elle reprend le rôle en 2014 dans Dragon Age: Inquisition. Également en 2009, elle incarne la chasseuse de trésors Chloé Frazer dans le jeu Uncharted 2: Among Thieves, deuxième volet de la franchise Uncharted mettant en scène Nathan Drake. De retour en 2011 dans le troisième volet, Frazer devient le personnage contrôlé du jeu Uncharted: The Lost Legacy en 2017.
En 2010, elle prête sa voix à l'amirale Daro’Xen Vas Moreh dans le jeu de science-fiction Mass Effect 2. Elle reprend le rôle en 2012 dans Mass Effect 3.
En 2011, elle prête sa voix à Samantha Byrne dans le jeu Gears of war 3. Elle reprend le rôle en 2016 dans le quatrième volet.
En 2012, elle prête sa voix à Cydaea dans le jeu Diablo III. Elle prête également sa voix au personnage de Marvel Comics Whitney Chang dans le jeu The Amazing Spider-Man.
En 2014, elle tient le rôle de la reine Marwen dans le jeu La Terre du Milieu : L'Ombre du Mordor, d'après l'univers de La Terre du Milieu crée par J. R. R. Tolkien. Depuis 2015, elle tient le rôle de la marchande Tess Everis dans la franchise de science fiction vidéoludique Destiny.
En 2016, elle incarne Audrey « Mac » MaCallum dans la superproduction vidéoludique Call of Duty: Infinite Warfare, treizième épisode de la franchise de jeu de tir à la première personne Call of Duty
En 2024 elle prête de nouveau sa voix à Morrigan dans Dragon Age: The Veilguard.

### Vie privée
Elle est mariée à Jamie Black depuis 2004. Ensemble ils ont eu un petit garçon né au mois de décembre 2005 (Odin, qui double par ailleurs le fils de Morrigan dans Dragon Age: Inquisition). D'ailleurs sa grossesse a été intégrée au scénario de l'épisode Croisade (Crusade, saison 9) de Stargate SG-1. Son second fils (Viggo) a vu le jour en novembre 2007. Cette seconde grossesse a pu être observée dans le film Stargate : Continuum, bien qu'elle n'ait pas été intégrée à l'histoire.

## Filmographie

### Cinéma
- 2000 : Pitch Black : Sharon 'Shazza' Montgomery
- 2002 : La Reine des damnés (Queen of the Damned) de Michael Rymer : Pandora
- 2007 : Stolen Life : Kieru (voix)
- 2008 : Stargate : L'Arche de vérité : Vala Mal Doran (vidéo)
- 2008 : Wargames: The Dead Code : R.I.P.L.E.Y (voix) (vidéo)
- 2008 : Stargate : Continuum : Vala Mal Doran / Quetesh (vidéo)
- 2010 : Fuzzy Connections : Mère de Clarence (court-métrage)
- 2011 : Rango : Angélique (voix)
- 2012 : La Ligue des justiciers : Échec : Cheetah (voix) (vidéo)
- 2012 : Strange Frame : Parker C. Boyd (voix)
- 2012 : The Alchemist Agenda : Ariel
- 2013 : Rain from Stars : Donna
- 2022 : Deus : Karla Grey

### Télévision
- 1992 : Summer Bay : Sandra (2 épisodes)
- 1993 : Seven Deadly Sins (1 épisode)
- 1993 : G.P. : Joanna (2 épisodes)
- 1993 : Police Rescue : Julia (1 épisode)
- 1993 : À cœur ouvert : Claire Bonacci (4 épisodes)
- 1994 : A country Practice : Claire Bonacci (30 épisodes)
- 1996 - 1998 : City Life : Angela Kostapas (26 épisodes)
- 1997 : Amazon High : Karina (téléfilm)
- 1997 : Brigade des mers : Beth Williams (1 épisode)
- 1997 - 1998: Hercule : Cassandra (2 épisodes)
- 1998 : Good Guys Bad Guys : Jill Mayhew (1 épisode)
- 1999 : Kôtetsu tenshi Kurumi (série télévisée) : Mikail (voix version anglaise)
- 1999 : Les mystères de la bibliothèque : Morgana (1 épisode)
- 1999 - 2003 : Farscape : Aeryn Sun (88 épisodes)
- 2000 : Xena, la guerrière : Karina (1 épisode)
- 2001 : BeastMaster, le dernier des survivants : Huna (1 épisode)
- 2004 : Farscape : Guerre pacificatrice : Aeryn Sun (téléfilm en 2 parties)
- 2004 - 2007 : Stargate SG-1 : Vala Mal Doran (29 épisodes)
- 2007 : Dresden, enquêtes parallèles : Liz (Saison 1 épisode 9)
- 2008 : Moonlight : The Cleaner (1 épisode)
- 2010 : NCIS : Enquêtes spéciales : Velvet Road (Saison 7, épisode 22)
- 2011 : 90210 Beverly Hills : Nouvelle Génération : Sona (3 épisodes)
- 2012 : Haven : Moira (2 épisodes)
- 2014 : Rick et Morty : Ma-Sha (1 épisode)
- 2015 : The Originals : Dahlia (6 épisodes)
- 2016 : After Dark with Julian Clark : Elle-même (1 épisode)
- 2016 : Alerte Contagion : Sabine Lommers (13 épisodes)
- 2018 : Final Space : Sheryl Goodspeed
- 2019 : Roswell, New Mexico : Ann Evans (rôle récurrent-saisons 1 & 2)
- 2021 : The Nevers : Chevron (1 épisode)
- 2023 : Ahsoka : Klothow (3 épisodes)

### Jeux vidéo
- 2002 : Farscape: The Game : Aeryn Sun
- 2003 : Lords of EverQuest : Lady Briana
- 2005 : God of War : Artemis
- 2005 : Neopets: The Darkest Faerie : Fauna
- 2006 : Project Sylpheed : Narrateur
- 2007 : Crysis : Helena
- 2007 : Conan : A'Kanna
- 2009 : Dragon Age: Origins : Morrigan
- 2009 : Uncharted 2: Among Thieves : Chloé Frazer
- 2010 : Mass Effect 2 : l'Amiral Xao'Den vas Moreh et Matriarche Aethyta
- 2010 : Final Fantasy XIV : Narrateur
- 2011 : TERA: The Exiled Realm of Arborea : commandant elfe Fraya
- 2011 : Gears of War 3 : Samantha Byrne
- 2011 : Rage : Mel / Sally
- 2011 : Uncharted 3: L'Illusion de Drake : Chloé Frazer
- 2012 : Diablo III : Cydaea
- 2012 : Mass Effect 3 : l'amiral Xao'Den vas Moreh et la matriarche Aethyta
- 2012 : The Amazing Spider-Man : Whitney Chang
- 2014 : Dragon Age: Inquisition : Morrigan
- 2014 : La Terre du Milieu : L'Ombre du Mordor : Queen Marwen
- 2014 : Diablo III: Reaper of Souls : Cydaea, Mistress of Pain
- 2014 : Destiny : Tess Everis, Special Orders
- 2016 : World of Final Fantasy : Leviathan
- 2016 : Uncharted 4: A Thief's End : Chloé Frazer (multijoueurs)
- 2016 : Gears of War 4 : Samantha Byrne
- 2016 : Call of Duty: Infinite Warfare : Audrey « Mac » MaCallum
- 2017 : Uncharted: The Lost Legacy : Chloé Frazer
- 2017 : Destiny 2 : Tess Everis
- 2017 : Wolfenstein II: The New Colossus : Agent Silent Death
- 2018 : Killing Floor 2 : Mrs. Foster
- 2024 : Dragon Age: The Veilguard : Morrigan

## Distinctions

### Récompenses
- Saturn Awards 2005 : Meilleure actrice pour Farscape : Guerre pacificatrice
- 2007 : Constellation Awards de la meilleure performance féminine dans une série télévisée de science-fiction pour Stargate SG-1
- 2009 : Constellation Awards de la meilleure performance féminine dans un film, un téléfilm ou une mini série télévisée de science-fiction pour Stargate : Continuum
- 2013 : BTVA Special/DVD Voice Acting Award de la meilleure performance vocale pour l’ensemble de la distribution pour La Ligue des justiciers : Échec partagée avec Kevin Conroy, Timothy Daly, Susan Eisenberg, Nathan Fillion, Carl Lumbly, Michael Rosenbaum, Bumper Robinson, Phil Morris, Carlos Alazraqui, Paul Blackthorne, Olivia d'Abo, Alexis Denisof, Robin Atkin Downes et Grey DeLisle.
- 2013 : BTVA People's Choice Voice Acting Award de la meilleure performance vocale pour l’ensemble de la distribution pour La Ligue des justiciers : Échec partagée avec Kevin Conroy, Timothy Daly, Susan Eisenberg, Nathan Fillion, Carl Lumbly, Michael Rosenbaum, Bumper Robinson, Phil Morris, Carlos Alazraqui, Paul Blackthorne, Olivia d'Abo, Alexis Denisof, Robin Atkin Downes et Grey DeLisle.
- 2015 : BTVA Special/DVD Voice Acting Award de la meilleure performance vocale pour l’ensemble de la distribution dans un jeu vidéo pour Dragon Age: Inquisition partagée avec Alix Wilton Regan, Sumalee Montano, Harry Hadden-Paton, Jon Curry, Indira Varma, Miranda Raison, Alastair Parker, James Norton, Ramon Tikaram, Freddie Prinze Jr., Robyn Addison, Gareth David-Lloyd, Brian Bloom et Jonny Rees.
- 2015 : BTVA Video Game Voice Acting Award de la meilleure performance vocale pour une actrice dans un second rôle dans un jeu vidéo pour Dragon Age: Inquisition

### Nominations
- Saturn Awards 2000 : Meilleure actrice dans une série télévisée de science-fiction pour Farscape
- Saturn Awards 2001 : Meilleure actrice dans une série télévisée de science-fiction pour Farscape
- Saturn Awards 2002 : Meilleure actrice dans une série télévisée de science-fiction pour Farscape
- Saturn Awards 2003 : Meilleure actrice dans une série télévisée de science-fiction pour Farscape
- Saturn Awards 2006 : Meilleure actrice dans un second rôle dans une série télévisée de science-fiction pour Stargate SG-1
- 2007 : Constellation Awards de la meilleure performance féminine dans une série télévisée de science-fiction pour Stargate SG-1
- 2007 : SFX Awards de la meilleure actrice dans une série télévisée de science-fiction pour Stargate SG-1
- 2009 : Spike Video Game Awards de la meilleure performance vocale dans un jeu vidéo pour Uncharted 2: Among Thieves
- 2010 : Academy of Interactive Arts and Sciences de la meilleure performance pour un personnage dans un jeu vidéo pour Uncharted 2: Among Thieves
- 2010 : NAVGTR Awards de la meilleure performance dans un second rôle dans un jeu vidéo pour Uncharted 2: Among Thieves
- 2011 : Spike Video Game Awards de la meilleure performance vocale dans un jeu vidéo pour Uncharted 3
- 2012 : BTVA Special/DVD Voice Acting Award de la meilleure performance vocale pour l’ensemble du casting dans un jeu vidéo pour Uncharted 3: L'Illusion de Drake partagée avec Nolan North, Richard McGonagle, Emily Rose, Graham McTavish, Rosalind Ayres, Robin Atkin Downes, Sayed Badreya et TJ Ramini.
- 2013 : BTVA Special/DVD Voice Acting Award de la meilleure performance vocale féminine pour La Ligue des justiciers : Échec
- 2013 : Spike Video Game Awards de la meilleure performance féminine pour une humaine dans un jeu vidéo pour Uncharted 3: L'Illusion de Drake
- 2014 : Prix Écrans canadiens de la meilleure performance pour une actrice dans un second rôle dans une série télévisée pour Les Mystères de Haven
- 2015 : BTVA Special/DVD Voice Acting Award de la meilleure performance vocale pour l’ensemble de la distribution dans un jeu vidéo pour La Terre du Milieu - L'Ombre du Mordor partagée avec Troy Baker, Alastair Duncan, Laura Bailey, Nolan North, Liam O'Brien, Steve Blum, Roger Jackson, Adam Croasdell et Phil LaMarr.
- 2018 : BAFTA Games Awards de la meilleure performance pour Uncharted: The Lost Legacy